# Jian zi

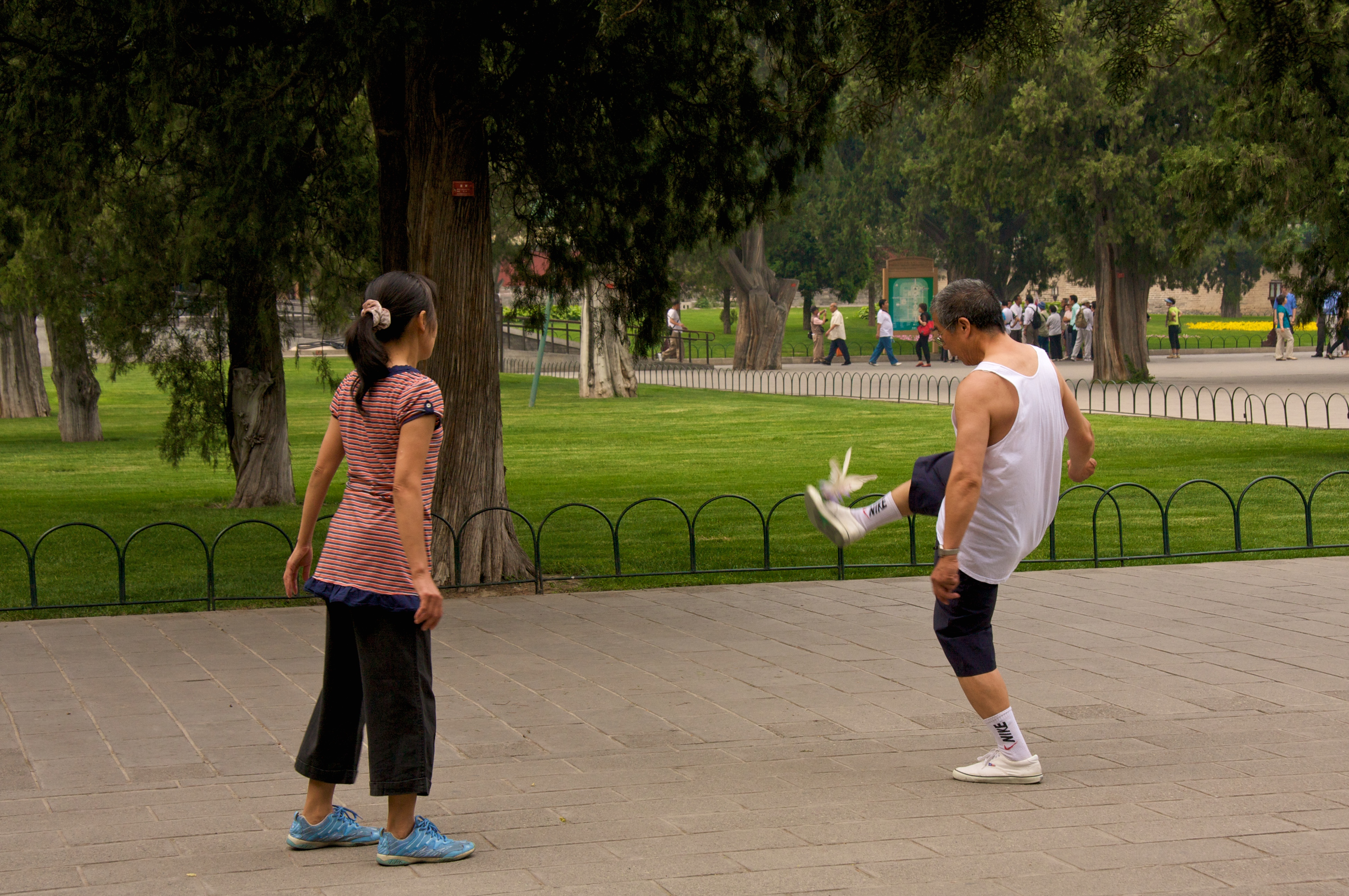
2 personas jugando Jiànzi

Jiànzi (毽子), ti jian zi (踢毽子), ti jian (踢毽) o jiànqiú (毽球) es un juego tradicional asiático, originario de China en el que los jugadores intentan mantener un volante de peso o pluma en el aire utilizando el cuerpo, los pies y otras partes del cuerpo (pero no las manos, a diferencia de juegos similares como por ejemplo la peteca o indiaca). El juego, que es conocido por diferentes nombres, tiene reglas parecidas a las del bádminton y voleibol, aunque también se juega de manera artísticas, haciendo un círculo de jugadores en la calle o un parque, y tiene por objetivo mantener 'arriba en el aire' el volante de manera habilidosa. En Vietnam, se conoce como đá cầu y es deporte nacional, jugado sobre todo en Hanoi.Se trata de darle las veces máximas posibles para practicar el deporte.
En los últimos años, el juego ha ganado muchos seguidores tanto en Europa, como en Estados Unidos y otros países. 
No se utilizan raquetas.

## Otros nombres
- Estados Unidos - kikbo
- Vietnam - đá cầu
- Malasia - sepak bulu ayam
- Singapur (y sureste de Asia) - chapteh o capteh o chatek
- Corea - jegichagi o jeigi (más popular entre los niños)
- Indonesia - bola bulu tangkis o sepak kenchi
- Filipinas - larong sipa
- Macao - chiquia
- India - poona (precursor del badminton, desconocido para la mayoría de los indios)
- Grecia - Podopterisi
- Francia - da câu o plumfoot o pili
- Polonia - zośka

- Datos: Q702983
- Multimedia: Jianzi / Q702983